# Magnétopause

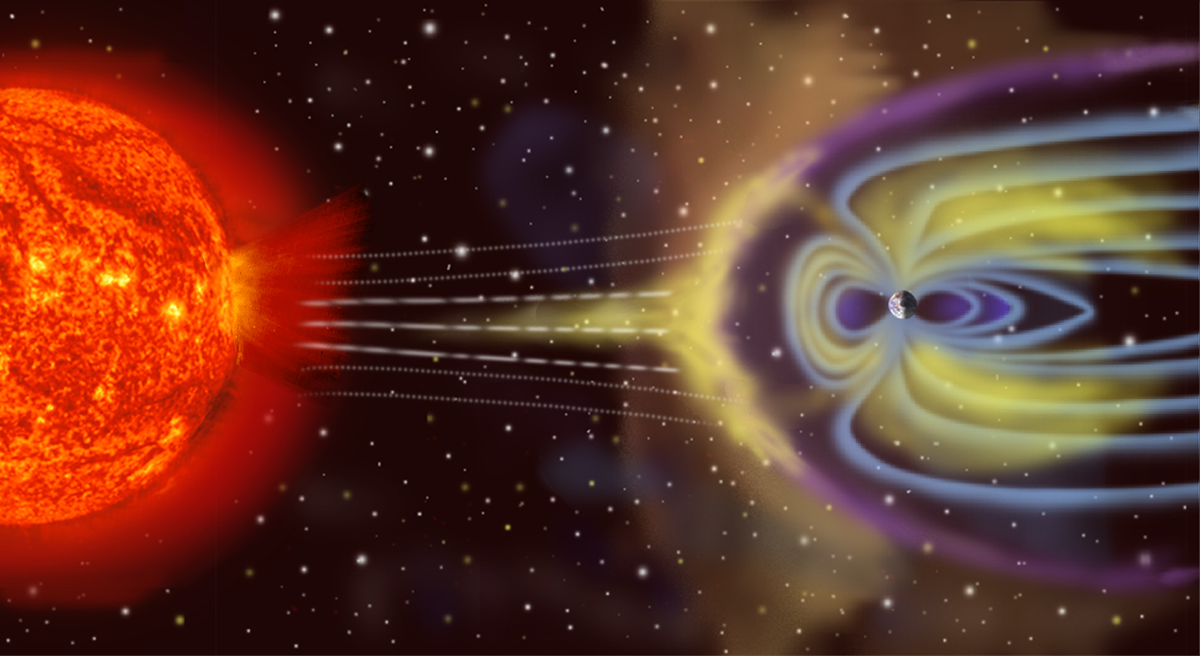
Vue d'artiste de la magnétosphère terrestre.

La magnétopause est la frontière entre la magnétosphère, qui est dominée par le champ magnétique de la planète, et le milieu interplanétaire, qui lui est dominé par le vent solaire (plasma complètement ionisé).
Elle est plutôt étanche car elle empêche la majeure partie du vent solaire de pénétrer dans l'environnement de la planète (on parle de « bouclier magnétique »), mais le plasma du vent solaire pénètre partiellement à l'intérieur de la magnétosphère. Les aurores que l'on observe parfois sur Terre sont des manifestations de cette pénétration.

## Intérêt physique
La magnétopause est le lieu, dans une frontière « fine » (de quelques centaines à quelques milliers de km), d'importants gradients non seulement du champ magnétique (rotation, variations du module du champ), mais aussi des paramètres décrivant l'état du plasma (densité, température, pression etc.). Cela en fait le lieu de processus universels en astrophysique, tels que la reconnexion magnétique et le développement de l'instabilité de Kelvin-Helmholtz, de plus accessible à l'exploration in-situ par des missions satellitaires.

## Missions d'exploration
Un certain nombre de missions d'exploration ont eu ou ont encore parmi leurs objets la compréhension de phénomènes physiques à la magnétopause. On peut citer par exemple les missions ISEE, CLUSTER, THEMIS, ou la mission MMS.

## Forme

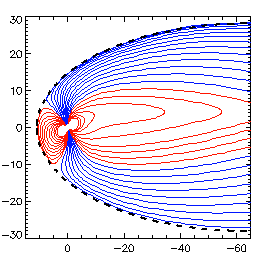
diagramme de la NASA ou l'on voit la forme de balle de fusil de la magnétopause (pointillé).

Elle a une forme de balle de fusil qui devient petit à petit un cylindre.
Sa section transversale est presque circulaire.